# فيسنتي بولودا
فيسنتي بولودا (بالإسبانية Vicente Boluda) ، المولود في فالنسيا في 31 مارس 1955 ، عضو في ريال مدريد منذ عام 1998 مع رقم 47936 ورئيس السابق للنادي في الفترة من 16 يناير 2009. ليسانس الحقوق وشهادة الحقوق، وماجستير في القانون البحري
وقد سلم منصب الرئاسة لفلورنتينو بيريز.